# Манојло Бендераћ Мајо
Манојло Бендераћ Мајо (Клобук, код Требиња, 18. јун 1912 — Голо брдо, изнад Требиња, 11. април 1942) био је учесник Народноослободилачке борбе и народни херој Југославије.

## Биографија
Рођен је 1912. године у селу Клобуку, код Требиња. Потиче из многочлане породице, која се бавила земљорадњом. Његови родитељи Јакша и Стоја имали су седморо синова. Као сасвим мали дечак, током Првог светског рата, заједно са мајком и старијом браћом боравио је у интернацији у Мађарској. Тамо су били упућени по казни, јер се његов отац налазио међу борцима који су се по Херцеговини борили против Аустроугарских органа власти. Касније је доспео на Солунски фронт, после чега је учествовао у борбама до коначног ослобођења земље, за шта је био награђен бројним одликовањима, међу којима је и Карађорђева звезда.
Манојло је основну школу и три разреда гимназије завршио у Требињу, а потом је прешао у војну Пешадијску школу у Билећи. После завршетка школовања, као наредник Југословенске војске службовао је у Сињу и Сплиту. Током службе, у слободно време се дружио са радницима и омладином, и преко њих се повезао са члановима радничког покрета и Комунистичке партије Југославије (КПЈ). Због сумње да је повезан са комунистима, био је често кажњаван од стране претпостављених старешина, а касније је из Далмације премештен у Требиње. Крајем 1937. године, напустио је своју јединицу у месту Автовцу, код Гацка, и с групом добровољаца кренуо у Шпанију. Пошто је тамо трајао грађански рат, они су пошли да се тамо на страни Републиканске армије, боре против фашизма.
У ноћи 2/3. марта они су дошли у место Чањ, у близини Бара, с намером да се укрцају на брод, али су били откривени и похапшени. Мајо је тада, пошто је био војно лице, пребачен у војни затвор у Требињу, где је у току једне ноћи покушао бекство. Војни суд га је, по Закону о заштити државе, осудио на пет година затвора. После четири године робије, почетком 1941. године пуштен је на условну слободу. Тада је отишао у Београд, код браће — Мирка, банкарског службеника и Вељка, ученика Техничке школе. Запослио се као графички радник у листу „Политика“.
После бомбардовања Београда и напада Сила Осовине на Краљевину Југославију, 6. априла 1941. године, пријавио се добровољно у војску. У борбама с Немцима, два пута је био заробљаван, али је оба пута успео да побегне. После капитулације, заједно са осталом браћом, дошао је у родно село. Ту се повезао са Савом Ковачевићем, који му је био даљи рођак, по мајци. Активно је учествовао у организовању устанка у околини Требиња и Никшића. Крајем јуна 1941. године посао је командир Ластванске партизанске чете, с којом је почетком јула учествовао у првим устаничким акцијама против усташа и Италијана — с групом својих бораца 11. јула 1941. године први је отворио ватру на усташе у селу Ластви, код Требиња. Током јула 1941. године примљен је у чланство Комунистичке партије Југославије (КПЈ).
Његова чета је, 31. августа, заједно са граховским партизанским четама, под командом Саве Ковачевића, учествовала у акцији ослобођења Ластве. Крајем октобра, његова чета је ушла у састав Трећег партизанског батаљона. Само са једним водом своје чете, успео је да 1. новембра 1941. године, код родног Клобука, ступи у борбу с италијанском моторизованом колоном, која је имала 12 тенкова. Борбу је водио све док му није стигло појачање, после чега је италијанска колона била разбијена.
У близини села Љубомира, 17. јануара 1942. године, његова партизанска чета је наишла на заседу коју су јој припремили херцеговачки четници. У овој борби, која је била први сукоб између партизана и четника у овом делу Херцеговине, Мајо је био тешко рањен. Његови борци су га тада однели у манастир Косијерево, где је на лечењу провео два месеца. Још потпуно неизлечен, вратио се међу своје борце. Још док се налазио на лечењу, био је постављен за команданта Партизанског батаљона „Лука Вукаловић“, који је контролисао широко подручје Јужне Херцеговине.
Погинуо је у току ноћи 11/12. априла 1942. године, приликом борбе с усташама на Голом брду изнад Требиња. Тада се налазио на челу свог батаљона у јуришу на усташке бункере. Покосио га је митраљески рафал на брисаном простору испред бункера. У поновљеном јуришу, борци су извукли тело свог мртвог команданта. Указом Президијума Народне скупштине ФНР Југославије, 20. децембра 1951. године, проглашен је за народног хероја.
У току Народноослободилачке борбе, погинула су још тројица његове браће — Вељко, Мирко и Миле. Вељка, који је био политички комесар Мајовог батаљона, стрељали су четници, маја 1942. године у селу Граб, код Требиња; Мирко, је погинуо октобра 1944. године у борби с четницима, код места Пареж; Миле, који је био члан Општинског народноослободилачког одбора у Ластви, такође је погинуо октобра 1944. године, приликом помоћи једном другу, који се налазио у смртној опасности. Године 1949. погинуо је и четврти Мајов брат — Новак Бендераћ, у авионској несрећи, као пилот Југословенске амрије. Петорица браће Бендераћ сахрањена су селу Аранђелову, код Ластве, где им је подигнут споменик.